# Harold Sakuishi
Harold Sakuishi (jap. ハロルド 作石, Harorudo Sakuishi; eigentlich: 作石 貴浩, Sakuishi Takahiro; * 16. März 1969 in der Präfektur Aichi, Japan) ist ein japanischer Manga-Zeichner.

## Biografie
Im Jahr 1987 gewann Sakuishi den Tetsuya-Chiba-Preis, einen Nachwuchspreis für Comiczeichner, den das Manga-Magazin Morning vergibt. Dieser Preis ermöglichte ihm eine Veröffentlichung bei Kōdansha, dem Verlag von Morning und mehreren anderen Manga-Magazinen. Sein Debütwerk als professioneller Manga-Zeichner erschien noch 1987 im Young Magazine, für das er in den folgenden Jahren weiterhin arbeiten sollte.
Von 1988 bis 1993 gelang ihm mit der Manga-Serie Gorillaman ein erster Erfolg. Der etwa 4.300 Seiten umfassende, humoristische Manga wurde als Original Video Animation (OVA) umgesetzt und 1990 mit dem Kōdansha-Manga-Preis in der Kategorie „Seinen bzw. Allgemeines“ ausgezeichnet. Sein Interesse für Baseball verarbeitete in der Sport-Komödie Stopper Busujima, die von 1996 bis 1998 in etwa 2.500 Seiten im Young Magazine veröffentlicht wurde.
Von 1999 bis 2008 zeichnete Sakuishi mit der Manga-Serie Beck an seinem bisher längsten und erfolgreichsten Werk. Der Manga wurde in über 6.000 Seiten im Gekkan Magazine veröffentlicht, das sich an eine etwas jüngere Zielgruppe als seine bis dahin geschaffenen Werke richtet. Beck handelt von der Karriere einer japanischen Independent-Rockband sowie dem Leben der Bandmitglieder und beinhaltet zahlreiche Anspielungen auf die internationale Rockmusikszene. Sakuishi, selbst ein Fan von Rockmusik, gewann für Beck 2002 den Kōdansha-Manga-Preis in der Kategorie „Shōnen“. Der Manga wurde als Anime-Fernsehserie umgesetzt und wird in mehrere Sprachen übersetzt. Die 33 Sammelbände zu Beck verkauften sich über zwölf Millionen Mal.
2003 schuf der Autor mit Under the Bridge eine autobiografische Comic-Kurzgeschichte über ein Treffen mit der US-amerikanischen Rockband Red Hot Chili Peppers.

## Werke
- Gorillaman (ゴリラーマン, Gorirāman), 1988–1993
- Bakaichi (バカイチ), 1995
- Stopper Busujima (ストッパー毒島, Sutoppā Busujima), 1996–1998
- Beck, 1999–2008
- Under the Bridge, 2003